# Annakapelle (Roding)

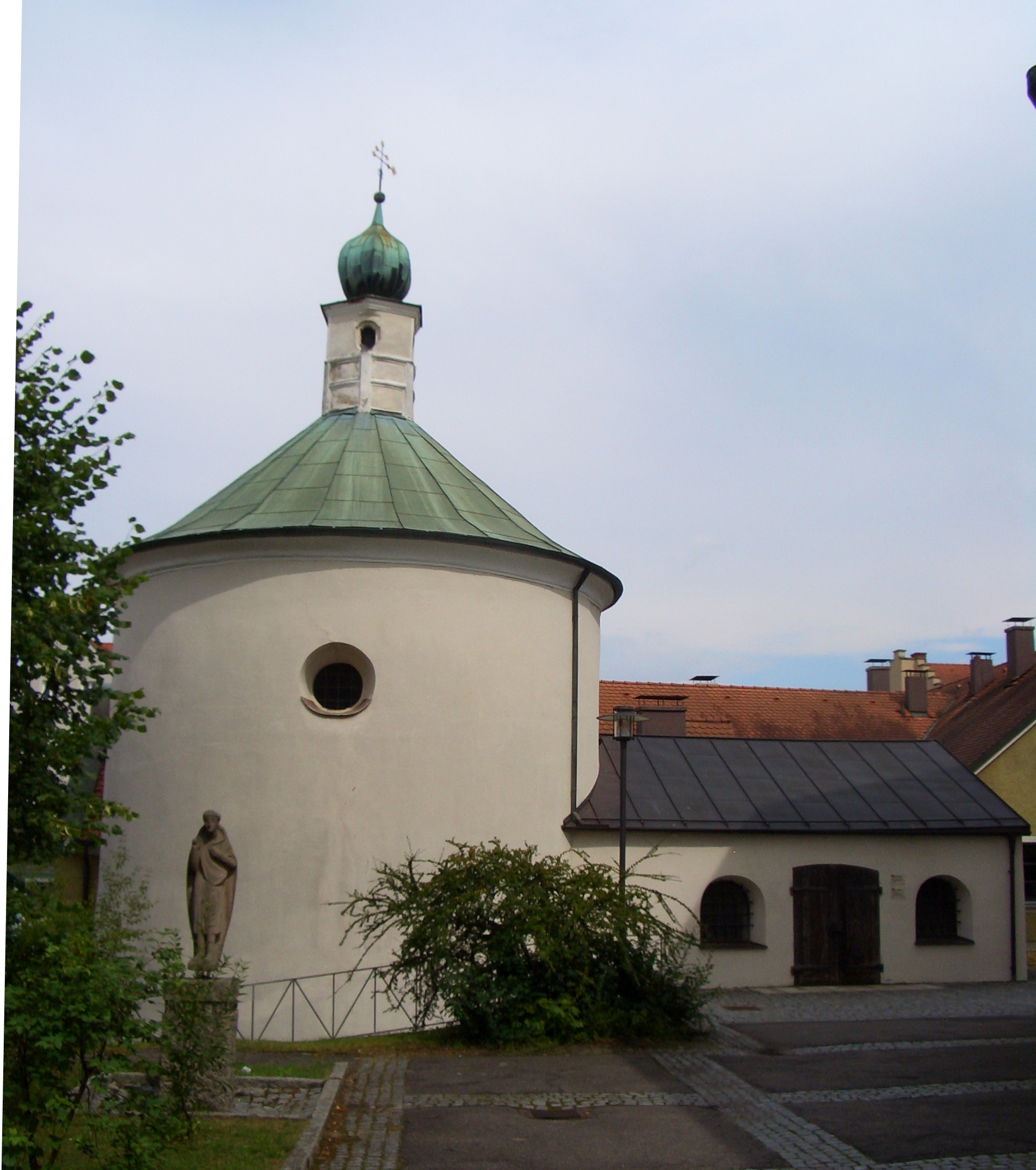
Rechts: Annakapelle in Roding, links: Josephikapelle

Die Annakapelle, auch St.-Anna-Kapelle, in Roding ist eine römisch-katholische Kapelle; sie gehört zur Rodinger Pfarrei St. Pankratius. Die Annakapelle diente früher als Friedhofskapelle. Bedeutsam ist der Rodinger Totentanz, ein Fresko im Inneren, das die Totentanz-Thematik auf eine seltene Art interpretiert. Zusammen mit der angrenzenden Josephikapelle ist die Annakapelle im Volksmund als der „Karner“ bekannt.

## Geschichte und Gebäude
Die Annakapelle wurde im 16. Jahrhundert giebelseitig an die Südseite der schon seit langem bestehende Josephikapelle angebaut; erstmals erwähnt wurde sie 1580. Nach dem Dreißigjährigen Krieg wurde sie weitgehend erneuert. Die Kapelle diente lange als Friedhofskapelle, die Mauer des alten Rodinger Friedhofs an der Pfarrkirche St. Pankratius bildete ihre Rückwand.
Die Kapelle hat nur ein, niedriges, Geschoss und ist mit einem flachen Satteldach aus Kupfer gedeckt. An der Traufseite, zum Kirchplatz hin führt ein großes zentral positioniertes Tor in die Kapelle, beidseits daneben je ein Rundbogenfenster. An der südlichen Giebelseite erinnern Grabplatten an verstorbene Rodinger.

## Innenraum
Das Fresko an der Rückwand, der ehemaligen Friedhofsmauer, – der Rodinger Totentanz – hat die Annakapelle weithin bekannt gemacht. Dargestellt ist ein Totentanz in einer seltenen Form: Der Tod tanzt mit allen Ständen der Gesellschaft gemeinsam, anstatt nur mit einzelnen Personen, wie sonst üblich. Dabei ist der Tod zweimal zu sehen: Als Armbrustschütze, über den Tanzenden stehend, und als Spielmann, den Zug anführend. In einer Art Schreittanz sieht man in der Folge ihres Ranges: den Papst, den Kaiser, einen Kardinal, einen Herzog, einen Bischof; dahinter einen Pfarrer, Mönche, Ritter, einen Beamten und eine Bürgerin mit Kind. Zwischen den Tanzenden tauchen immer wieder Skelette auf als Sinnbilder des Todes. Oberhalb der feierlich Tanzenden, den Armbrustschützen Tod umgebend, sieht man Bauern und spielende Kinder, von denen eines von einer Todesgestalt gepackt wird. Unter dem Fresko ist eine stark verwitterte Inschrift angebracht, zu lesen ist: „Arm und Reich – alles gleich“. Rechts oberhalb des Totentanzes sieht man zwei Kirchengebäude, vermutlich die alte Pfarrkirche St. Gallus und die St.-Pankratius-Kapelle, die beiden Vorgänger der heutigen Stadtpfarrkirche St. Pankratius. Ein weiteres Fresko  zeigt das Jüngste Gericht; es ist einem Bild von Christoph Schwartz nachempfunden.
Beide Fresken erinnern an die frühere Funktion der Annakapelle. Neben dem Altar befinden sich zwei Wandnischen, wodurch der Eindruck einer Friedhofskapelle nochmals unterstrichen wird. Eine etwa halbmeterhohe Alabasterfigur von Andreas Faistenberger aus München, 1709 gefertigt, stellt Maria Immaculata dar. Sie stammt aus einem Vermächtnis des Rodinger Geistlichen Thomas Blümelhuber, der an der Alten Kapelle (Regensburg) tätig war.